# Soda Stereo
Soda Stereo va ser una banda de rock argentina formada en 1982 originalment pel cantant i guitarrista Gustavo Cerati, el baixista Zeta Bosio i el bateria Charly Alberti. És considerada àmpliament per la crítica especialitzada com la banda més important, popular i influent del rock en espanyol i una llegenda de la música llatinoamericana.